# 永久家族
『永久家族』（えいきゅうかぞく、Eternal Family）は、1997年に初放送された、森本晃司監督の、日本のアニメ作品。

## 概要
この作品は当初、NTTPCコミュニケーションズが運営するインターネット接続プロバイダ、InfosphereのテレビCMとして放送された。
一話25秒のエピソードを、1997年4月から1998年3月まで、毎週内容を更新し全53話を放送するという特異なスタイルでの発表となった。
ただ、その特異な放送方法ゆえに全話視聴することは難しかったが、その後、放送から7年が経過した2004年に、全話を収録したDVDが発売された。
また、この作品は佐藤大の脚本家としての実質的なデビュー作でもある。

## キャスト
- ベン：広瀬正志
- A子：水原リン（現・真山亜子）
- アキコ：水谷優子
- サスケ、玉三郎：山口勝平
- サエ：神代知衣
- マイケル：水田わさび
- ザビエル：緒方賢一

## スタッフ
- 監督、キャラクターデザイン、世界観設定：森本晃司
- シリーズ構成：松見真一
- 脚本：森本晃司、佐藤大
- 作画監督：近藤高光
- 美術監督：加藤浩
- 演出：楠見直子
- プロデューサー：田中栄子
- アニメーション製作：STUDIO 4℃